# Ecliptic Plane Input Catalog
EPIC (Ecliptic Plane Input Catalog) è un catalogo dinamico di sorgenti stellari localizzate sul piano dell'eclittica che, basato su un insieme di cataloghi pubblici della volta celeste, fornisce parametri stellari (coordinate, fotometria e cinematica) per supportare la selezione di obiettivi per la missione K2 del telescopio spaziale Kepler, finalizzata alla individuazione di esopianeti.
La missione Kepler, a seguito del guasto della seconda delle quattro ruote di reazione si è conclusa a maggio 2013 a causa dell'impossibilità di mantenere stabile il telescopio spaziale. Successivamente è stata prolungata definendo la missione K2, una serie di osservazioni della volta celeste lungo il piano eclittico; in tal modo viene minimizzata la forza torcente esercitata dal vento solare. Ogni campagna osservativa è limitata dai vincoli dell'angolo con il sole fino a una durata di circa 80 giorni.

## Catalogazione
Il catalogo EPIC è così limitato a sorgenti osservabili dal piano dell'eclittica. Le fonti di EPIC sono tratte da diversi cataloghi pubblici: il catalogo Hipparcos, il catalogo Tycho-2, il quarto catalogo astronomico dell'osservatorio navale (UCAC4), l'analisi di 2 Micron All Sky (2MASS) e la pubblicazione 9 della Sloan Digital Sky Survey (SDSS DR9). Il catalogo ha classificato 138600 sorgenti con lo scopo primario di fornire posizioni e magnitudini alle campagne della missione K2 per la gestione degli obiettivi e la definizione di aperture ottimali.

### ID EPIC
Ad ogni sorgente stellare osservata è assegnato un numero univoco, preceduto dall'acronimo EPIC, che funge da identificatore per le campagne K2 iniziando da 201.000.000.
Identificatori usati nelle missioni Kepler e k2:
- 0-30 K: KIC: sorgenti del catalogo di Kepler
- 30M-60M: obiettivi di estensione UKIRT KIC
- 60M-100M: sorgenti di prova della missione K2
- 100M-200M: sorgenti di apertura personalizzata di Kepler
- 200M-201M: sorgenti di apertura personalizzata K2
- 201M-: sorgenti del catalogo K2 EPIC

Il catalogo EPIC contiene parametri quali coordinate, magnitudini, fotometria, astrometria e parametri incrociati con gli altri cataloghi per ogni sorgente proposta. Le magnitudini degli oggetti del catalogo hanno una accuratezza di ≈0.1 mag.